# Вулиця 24 Серпня (Рівне)
Вулиця 24 Серпня (вулиця Двадцять четвертого Серпня) — одна з вулиць у центральній частині міста Рівне. Вулиця названа на честь 24 серпня 1991 року — дати ухвалення Акта проголошення незалежності України, фактично — дати виходу УРСР зі складу СРСР та появи незалежної Української держави. Також 24 серпня — День Незалежності України.
Вулиця на ділі є продовженням вулиці Замкової після перетину з вулицею Драгоманова. Вона пролягає на південний схід і закінчується, впираючись у вулицю Степана Бандери.

## Історія
У різні часи вулиця називалася:
- Друга Річ Посполита — Князя Скорупки;
- Третій Райх — Німецької Армії;
- СРСР — Чапаєва, Хрущова;
- Незалежна Україна — 24 серпня.

Чинна назва вулиці встановлена рішенням міськвиконкому від 13 жовтня 1992 року.